# ルイス・フェリッピ・ルシアーノ・シウヴァ
ルイス・フェリッピ・ルシアーノ・シウヴァ（ポルトガル語: Luiz Phellype Luciano Silva、1993年9月27日 - ）は、ブラジル・ミナスジェライス州出身のプロサッカー選手。湘南ベルマーレ所属。ポジションはフォワード。

## 経歴
2011年にデスポルチーヴォ・ブラジルで選手となった。2012年12月にスタンダール・リエージュでプロ初出場。翌年、SCベイラ・マルに期限付き移籍した。
2014年にGDエストリル・プライアに加入。CDフェイレンセ、CRDリボロに期限付き移籍した。
2017年にFCパソス・デ・フェレイラに移籍。
2018年12月24日にスポルティング・クルーベ・デ・ポルトゥガルに移籍。彼の移籍はラファエル・バルボーサとエルヴェス・バルデをスポルティングからパソス・デ・フェレイラに期限付き移籍で貸し出す事とのセットであったため、トレードの形となった。
2022年1月27日に、半年間の期限付きでギリシャ・スーパーリーグのOFIクレタへ移籍した。ギリシャでは13試合に出場し、8ゴールを挙げた。
2022年7月19日、日本のJリーグ FC東京に期限付き移籍することがFC東京公式より発表された。登録名はルイス フェリッピとされた。同月30日のアウェイゲームサンフレッチェ広島戦で後半に交代でJリーグ初出場し、8月27日のアウェイ柏レイソル戦でJリーグ初ゴールを記録した。加入後のリーグ戦全試合で出場を記録し、そのうち3試合で先発出場したが、シーズン終了後の2023年1月6日に期限付き移籍期間満了が発表された。
2023年1月31日、OFIクレタが再びフェリッピと契約を結んだことを発表した。契約期間は2024年6月までで、当初はスポルディングとの残り契約期間満了までの期限付き移籍と報じられたが、後にフェリッピとスポルディングが契約解消に合意した上でのフリー移籍であることが伝えられた。
2024年8月19日、湘南ベルマーレに加入。

## 日本での個人成績
| 国内大会個人成績 | 国内大会個人成績 | 国内大会個人成績 | 国内大会個人成績 | 国内大会個人成績 | 国内大会個人成績 | 国内大会個人成績 | 国内大会個人成績 | 国内大会個人成績 | 国内大会個人成績 | 国内大会個人成績 | 国内大会個人成績 |
| 年度             | クラブ           | 背番号           | リーグ           | リーグ戦         | リーグ戦         | リーグ杯         | リーグ杯         | オープン杯       | オープン杯       | 期間通算         | 期間通算         |
| 年度             | クラブ           | 背番号           | リーグ           | 出場             | 得点             | 出場             | 得点             | 出場             | 得点             | 出場             | 得点             |
| 日本             | 日本             | 日本             | 日本             | リーグ戦         | リーグ戦         | リーグ杯         | リーグ杯         | 天皇杯           | 天皇杯           | 期間通算         | 期間通算         |
| ---------------- | ---------------- | ---------------- | ---------------- | ---------------- | ---------------- | ---------------- | ---------------- | ---------------- | ---------------- | ---------------- | ---------------- |
| 2022             | FC東京           | 22               | J1               | 12               | 2                | 0                | 0                | 0                | 0                | 12               | 2                |
| 2024             | 湘南             | 27               | J1               | 4                | 0                | 0                | 0                | -                | -                | 4                | 0                |
| 通算             | 日本             | 日本             | J1               | 16               | 2                | 0                | 0                | 0                | 0                | 16               | 2                |
| 総通算           | 総通算           | 総通算           | 総通算           | 16               | 2                | 0                | 0                | 0                | 0                | 16               | 2                |

出場歴
- Jリーグ初出場 - 2022年7月30日 J1第23節 サンフレッチェ広島戦 (エディオンスタジアム広島)
- Jリーグ初得点 - 2022年8月27日 J1第27節 柏レイソル戦 (三協フロンテア柏スタジアム)

## タイトル

### クラブ
スポルティング・クルーベ・デ・ポルトゥガル
- プリメイラ・リーガ：1回 (2020-21)